# Acanthochitona variegata
Acanthochitona variegata is een keverslakkensoort uit de familie van de Acanthochitonidae. De wetenschappelijke naam van de soort is voor het eerst geldig gepubliceerd in 1906 door Nierstrasz.